# NGC 689
NGC 689 é uma galáxia espiral (Sab) localizada na direcção da constelação de Fornax. Possui uma declinação de -27° 27' 59" e uma ascensão recta de 1 horas, 49 minutos e 51,5 segundos.
A galáxia NGC 689 foi descoberta em 1886 por Ormond Stone.